# Cruit
Cruit (anglicky Cruit Island, irsky An Chruit či Oileán na Cruite) je malý obývaný ostrov v The Rosses, což je region v irském hrabství Donegal. Ostrov je s pevninou spojen mostem.

## Kultura
Ostrov Cruit má silné hudební dědictví. Místní hudebník Seán McBride roku 1955 napsal známou irskou baladu The Homes of Donegal Z tohoto ostrova také pochází píseň Thíos Cois na Trá Domh, která zůstává v těchto oblastech nadále velmi populární. 